# Phlyctimantis keithae
Phlyctimantis keithae es una especie de anfibios de la familia Hyperoliidae.
Es endémica de las montañas Udzungwa (Tanzania).
Su hábitat natural incluye montanos secos, praderas tropicales o subtropicales a gran altitud, marismas intermitentes de agua dulce, zonas previamente boscosas ahora degradadas y estanques.
Está amenazada de extinción por la pérdida de su hábitat natural.